# (2821) Slávka
(2821) Slávka – planetoida z pasa głównego asteroid okrążająca Słońce w ciągu 3 lat i 296 dni w średniej odległości 2,44 j.a. Została odkryta 24 września 1978 roku w Obserwatorium Kleť w pobliżu Czeskich Budziejowic przez Zdeňkę Vávrovą. Nazwa planetoidy pochodzi od Slávy Vávrovej (1910-1985), matki odkrywczyni. Przed nadaniem nazwy planetoida nosiła oznaczenie tymczasowe (2821) 1978 SQ.